# (6803) 1995 UK7
A (6803) 1995 UK7 a Naprendszer kisbolygóövében található aszteroida. Ueda Szeidzsi és Kaneda Hirosi fedezte fel 1995. október 27-én.